# Старі Карамали (Аургазинський район)
Старі Карамали́ (рос. Старые Карамалы, башк. Иҫке Ҡарамалы) — присілок у складі Аургазинського району Башкортостану, Росія. Входить до складу Чуваш-Карамалинської сільської ради.
Населення — 26 осіб (2010; 29 в 2002).
Національний склад:
- чуваші — 96%